# Koryto Krywańskie

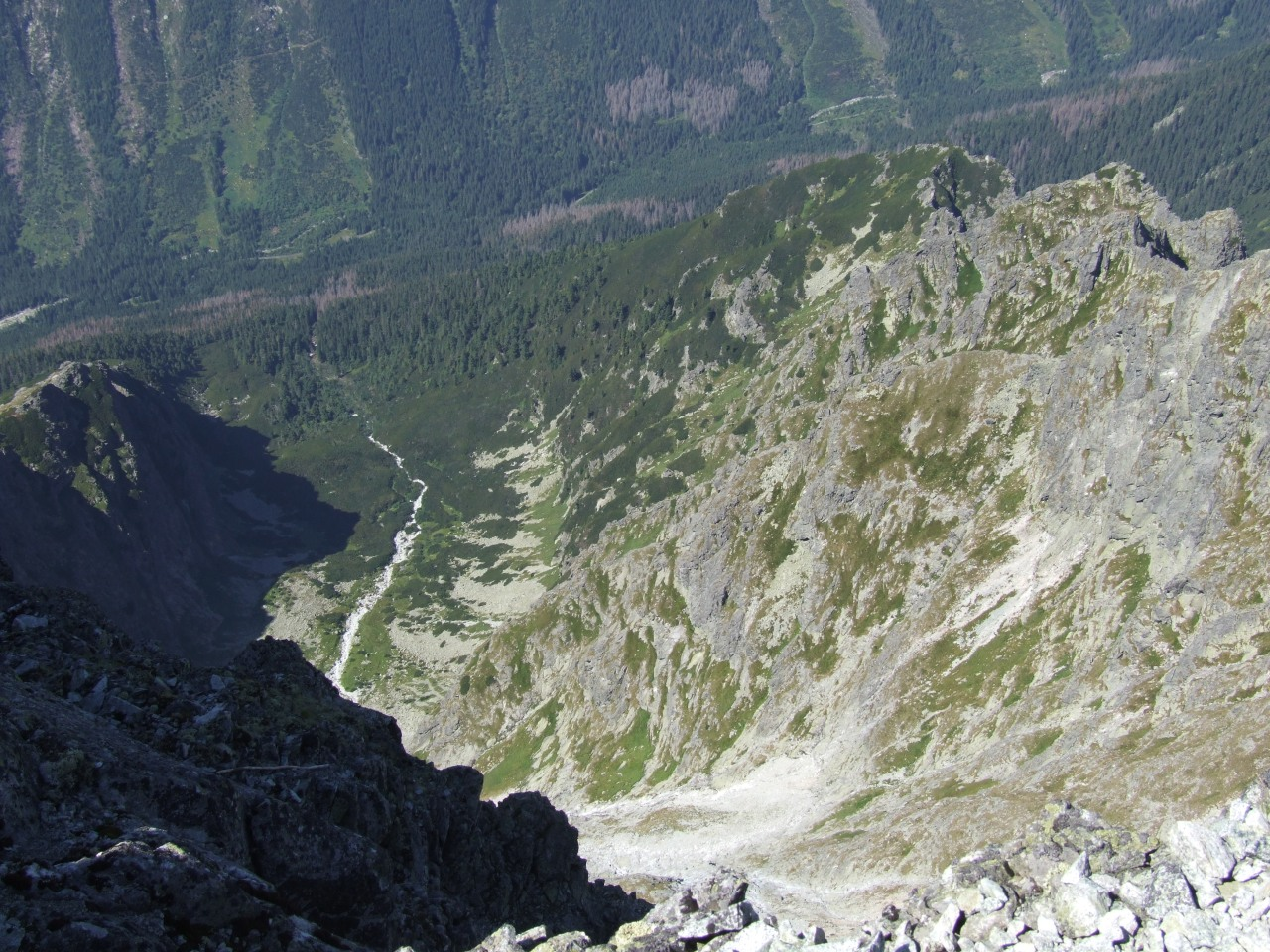
Krywańskie Koryto i Dolina Koprowa. Widok z Krywania

Koryto Krywańskie (słow. Krivánska kotlina) – dolina w słowackich Tatrach Wysokich. Znajduje się pod Krywaniem, jest lewym odgałęzieniem Doliny Koprowej. Wznosi się wysoko nad jej dnem, ograniczona z dwóch stron przez dwie boczne granie Krywania: Krywańską Grań, która oddziela ją od doliny Niewcyrki, i zach.-pn.-zach. grań Krywania z Małą Krywańską Basztą oddzielającą ją od Szkaradnego Żlebu. Była w górnej części zlodowacona w czasie ostatniego zlodowacenia. W dolnej części spływa nią Krywański Potok.
Znajduje się na obszarze ochrony ścisłej TANAP-u, nie prowadzi przez nią żaden szlak turystyczny, również taterników obowiązuje tutaj zakaz wchodzenia i wspinaczki.
Koryto było odwiedzane od dawna przez koziarzy i turystów, być może też górników. Pierwszego zimowego przejścia doliny dokonali V. Krňanský, O. Rabas, Antonín Veverka i Z. Vlk 19 kwietnia 1946 r.